# یانگسواویتسه (استان لهستان بزرگ‌تر)
یانگسواویتسه (به لاتین: Janisławice) یک روستا در لهستان است که در گمینا سوشنگه واقع شده‌است.